# Tyquendo Tracey
Tyquendo Tracey (* 10. Juni 1993 im Trelawny Parish) ist ein jamaikanischer Leichtathlet, der in den Sprintdisziplinen an den Start geht.

## Leben
Tyquendo Tracey stammt aus dem Nordwesten Jamaikas. Er besuchte die Garvey Maceo High School, bevor er an der University of Technology von Jamaika Baumanagement studierte. Parallel dazu trainierte er seit 2012 beim dort ansässigen Leichtathletikclub, dem MVP Track Club. Dort wurde er von Stephen Francis trainiert, bevor ihm 2018 nahegelegt wurde, das Team zu verlassen. Tracey war mit der Struktur des Clubs nicht einverstanden, während sein ehemaliger Trainer entgegenhielt, dass Tracey falsche Schwerpunkte setzte und ihm eine gewisse Überheblichkeit ob seiner Leistungen unterstellte. Heute wird Tracey, unter anderem zusammen mit Adam Gemili und Andre De Grasse, in Jacksonville, im US-Bundesstaat Florida, von Rana Reider trainiert.

## Sportliche Laufbahn
Tracey nahm 2011 an seinen ersten Wettkämpfen im 100-Meter-Lauf teil, wobei er mit einer Bestzeit von 10,73 s in die Saison einstieg. 2012 gewann er Bronze über 100 und Silber über 200 Meter bei den Jamaikanischen U20-Meisterschaften. Über 200 Meter trat er dann auch bei den U20-Weltmeisterschaften in Barcelona an, bei denen er allerdings bereits nach dem Vorlauf ausschied. Besser lief es mit der Staffel, mit der er die Silbermedaille gewinnen konnte. 2013 steigerte er seine Bestzeit über 100 Meter auf 10,35 s. Ein Jahr später trat er bei den U23-Nordamerikameisterschaften im kanadischen Kamloops an, bei denen er mit Bestzeit von 10,21 s die Silbermedaille gewinnen konnte. Die gleiche Platzierung erreichte er auch mit der Staffel. 2015 gelang es ihm erstmals bei den Jamaikanischen Meisterschaften der Erwachsenen in die jeweiligen Finalläufe einzuziehen, wobei er über 100 Meter den sechsten, über 200 Meter den vierten Platz belegte. Im Vorlauf der 100 Meter verbesserte er sich auf 10,14 s. Im August sollte er normalerweise mit der Staffel bei den Weltmeisterschaften in Peking an den Start gehen. Während der Erwärmung für die anstehenden Vorläufe prallte er jedoch mit einem Mannschaftskameraden zusammen und fiel damit verletzt aus. Die Staffel gewann schließlich ohne ihn die Goldmedaille.
2017 konnte sich Tracey im Halbfinale der Jamaikanischen Meisterschaften erneut bis auf 10,12 s steigern. Im Finale belegte er den fünften Platz. Im August trat er im Vorlauf mit der Staffel bei den Weltmeisterschaften in London an und war damit am Finaleinzug beteiligt, in dem er für Omar McLeod weichen musste. Die Staffel erreichte im Finale schließlich nicht das Ziel. Noch im selben Monat nahm er über 100 Meter bei der Universiade in Taipeh teil, bei der er den vierten Platz belegte. 2018 wurde Tracey mit Bestzeit von 10,07 s Jamaikanischer Meister über 100 Meter. Im Juli blieb er in London erstmals unter der 10-Sekunden-Marke als er eine Zeit von 9,96 s lief. Damit war er zu jenem Zeitpunkt der insgesamt 20. Athlet des Karibikstaates der unter dieser Marke blieb. Im August trat er über 100 Meter und mit der Staffel bei den Nordamerikameisterschaften in Toronto an. Über 100 Meter konnte er die Goldmedaille gewinnen, mit der Staffel wurde er Vierter. 2019 war er am Finaleinzug der 4-mal-100-Meter-Staffel bei den IAAF World Relays in Yokohama beteiligt, bevor er für das Finale durch Nigel Ellis ersetzt wurde, mit dem die Mannschaft den sechsten Platz erreichte. Später trat er bei den Weltmeisterschaften in Doha zunächst über 100 Meter an, bei denen er mit 10,11 s im Halbfinale hauchdünn den Finaleinzug verpasste. Auch mit der Staffel verpasste er mit dem fünften Platz des Vorlaufes den Einzug in das Finale.
2021 gewann Tracey Ende Juni seinen zweiten nationalen Meistertitel über 100 Meter und qualifizierte sich mit 10,00 s für die Olympischen Sommerspiele in Tokio. Ende Juli im ersten Vorlauf gesetzt, konnte er den Einzelwettkampf nicht starten.

## Wichtige Wettbewerbe
| Jahr                | Veranstaltung                  | Ort                 | Platz               | Disziplin           | Zeit                |
| Startet für Jamaika | Startet für Jamaika            | Startet für Jamaika | Startet für Jamaika | Startet für Jamaika | Startet für Jamaika |
| ------------------- | ------------------------------ | ------------------- | ------------------- | ------------------- | ------------------- |
| 2012                | U20-Weltmeisterschaften        | Barcelona           | 31.                 | 200 m               | 21,47 s             |
| 2012                | U20-Weltmeisterschaften        | Barcelona           | 2.                  | 4 × 100 m           | 38,97 s             |
| 2014                | U23-Nordamerikameisterschaften | Kamloops            | 2.                  | 100 m               | 10,21 s             |
| 2014                | U23-Nordamerikameisterschaften | Kamloops            | 2.                  | 4 × 100 m           | 38,78 s             |
| 2017                | Weltmeisterschaften            | London              |                     | 4 × 100 m           | 37,95 s (Vorlauf)   |
| 2017                | Universiade                    | Taipeh              | 4.                  | 100 m               | 10,28 s             |
| 2018                | Nordamerikameisterschaften     | Toronto             | 1.                  | 100 m               | 10,03 s             |
| 2018                | Nordamerikameisterschaften     | Toronto             | 4.                  | 4 × 100 m           | 38,96 s             |
| 2019                | Weltmeisterschaften            | Doha                | 9.                  | 100 m               | 10,11               |
| 2019                | Weltmeisterschaften            | Doha                | 11.                 | 4 × 100 m           | 38,15 s             |
| 2021                | Olympische Sommerspiele        | Tokio               |                     | 100 m               | DNS                 |

## Persönliche Bestleistungen
Freiluft
- 60 m: 6,74 s, 20. Januar 2018, Spanish Town
- 100 m: 9,96 s, 21. Juli 2018, London
- 200 m: 20,34 s, 27. Juni 2021, Kingston

Halle
- 60 m: 6,75 s, 24. Januar 2021, Fayetteville